# Ziga
Ziga è un dipartimento del Burkina Faso classificato come comune, situato nella Provincia  di Sanmatenga, facente parte della Regione del Centro-Nord.
Il dipartimento si compone del capoluogo e di altri 21 villaggi: Balinga, Bissiga, Boinkoubouga, Daffolé, Gandin, Guibtenga, Kinkinrgo, Koupénè, Koura, Niongtenga, Ouagoulé, Pissa, Pissiga, Samboaga, Sambtenga, Soubeira-Nakoara, Souberira-Natenga, Tansèga, Tansèga-Bokin, Tengsoba-Kièma-Silmiougou e Tibin.